# Lee Arenberg
Lee Arenberg (Palo Alto, Kalifornia, 1962. július 18. –) amerikai színész.

## Filmográfia

### Film
| Év   | Magyar cím                                   | Eredeti cím                                            | Szerep                | Magyar hang      |
| ---- | -------------------------------------------- | ------------------------------------------------------ | --------------------- | ---------------- |
| 1987 | Törd össze a szívem!                         | Cross My Heart                                         | parkolóőr             |                  |
| 1987 | Gengszterakadémia                            | The Underachievers                                     | Joey                  |                  |
| 1988 | Taplófejek                                   | Tapeheads                                              | Norton                |                  |
| 1989 | Marslakók, haza!                             | Martians Go Home                                       | marslakó              |                  |
| 1989 | A varázsló                                   | The Wizard                                             | Armageddon Registrar  |                  |
| 1990 |                                              | Brain Dead                                             | Sacks                 |                  |
| 1990 | Kiborgtanárok                                | Class of 1999                                          | technikus             |                  |
| 1991 | V, mint Viktória                             | V.I. Warshawski                                        | Flesh                 | Hollósi Frigyes  |
| 1992 | Bob Roberts                                  | Bob Roberts                                            | vallási fanatikus     |                  |
| 1992 | Ha kikaparod, megkapod                       | There Goes the Neighborhood                            | betörő                |                  |
| 1993 | Robotzsaru 3.                                | RoboCop 3                                              | rabló                 |                  |
| 1993 |                                              | Freaked                                                | The Eternal Flame     |                  |
| 1995 | Waterworld – Vízivilág                       | Waterworld                                             | Djeng                 |                  |
| 1996 | A sivatagi hold titka                        | Mojave Moon                                            | férfi a sportkocsiban | Beratin Gábor    |
| 1997 | A tao harcosai                               | Warriors of Virtue                                     | Mantose               |                  |
| 1999 | Broadway, 39. utca                           | Cradle Will Rock                                       | Abe Feder             | Rudas István     |
| 2000 | Beratin Gábor                                | Dungeons & Dragons                                     | Elwood                | Faragó András    |
| 2003 | A Karib-tenger kalózai: A Fekete Gyöngy átka | Pirates of the Caribbean: The Curse of the Black Pearl | Pintel                | Keresztes Sándor |
| 2006 | A Karib-tenger kalózai: Holtak kincse        | Pirates of the Caribbean: Dead Man's Chest             | Pintel                | Csuja Imre       |
| 2007 | A Karib-tenger kalózai: A világ végén        | Pirates of the Caribbean: At World's End               | Pintel                | Csuja Imre       |
| 2007 | Fedőneve: Pipő                               | Happily N'Ever After                                   | egyéb hangok          |                  |
| 2011 |                                              | In the Gray                                            | Silas                 |                  |
| 2012 |                                              | Mickey Matson and the Copperhead Conspiracy            | Billy Lee             |                  |

### Televízió
| Év        | Magyar cím                                 | Eredeti cím                                  | Szerep                      | Megjegyzések                               |
| --------- | ------------------------------------------ | -------------------------------------------- | --------------------------- | ------------------------------------------ |
| 1987      |                                            | Perfect Strangers                            | Leon                        | 1 epizód                                   |
| 1988      |                                            | Sledge Hammer!                               | Buzzy                       | 1 epizód                                   |
| 1990      | Mesék a kriptából                          | Tales from the Crypt                         | Marty Slash                 | 1 epizód                                   |
| 1990–1992 |                                            | Night Court                                  | Mr. Dijilly / Mr. Abraham   | 2 epizód                                   |
| 1991–1992 |                                            | The Idiot Box                                | Mr. McFee / rabló / Benzini | 4 epizód                                   |
| 1992      |                                            | Live! From Death Row                         | Griffith                    | tévéfilm                                   |
| 1992      | Roseanne                                   | Roseanne                                     | Halloween szelleme          | 1 epizód                                   |
| 1992–1997 | Seinfeld                                   | Seinfeld                                     | Mike Moffitt                | 2 epizód                                   |
| 1993      | Egy rém rendes család                      | Married... with Children                     | Sal                         | 1 epizód                                   |
| 1993      | Star Trek: Deep Space Nine                 | Star Trek: Deep Space Nine                   | Gral                        | 1 epizód                                   |
| 1993–1994 | Star Trek: Az új nemzedék                  | Star Trek: The Next Generation               | DaiMon Prak / DaiMon Bok    | 2 epizód                                   |
| 1995      | Lois és Clark: Superman legújabb kalandjai | Lois & Clark: The New Adventures of Superman | Domo őrnagy                 | 1 epizód                                   |
| 1996–2000 |                                            | Arli$$                                       | több szereplő               | 4 epizód                                   |
| 1998      |                                            | The Mr. Potato Head Show                     | Bullyboy                    | 1 epizód                                   |
| 1998      | Jóbarátok                                  | Friends                                      | a férfi                     | 1 epizód                                   |
| 1999      | Star Trek: Voyager                         | Star Trek: Voyager                           | Pelk                        | 1 epizód                                   |
| 1999–2000 | Tiszta Hollywood                           | Action                                       | Bobby Gianopolis            | - 9 epizód - magyar hangja: - Orosz István |
| 2000      | Két pasi meg egy csajszi                   | Two Guys and a Girl                          | rabló / Irene apja          | 1 epizód                                   |
| 2000      | Walker, a texasi kopó                      | Walker, Texas Ranger                         | Lester Squigman             | 1 epizód                                   |
| 2001      | Életem értelmei                            | My Wife and Kids                             | Kevin Anderson              | 1 epizód                                   |
| 2003      | Bűbájos boszorkák                          | Charmed                                      | démon                       | 1 epizód                                   |
| 2003      | Dokik                                      | Scrubs                                       | Dr. Moyer                   | 1 epizód                                   |
| 2005      | Star Trek: Enterprise                      | Star Trek: Enterprise                        | Gral tellarita nagykövet    | 2 epizód                                   |
| 2008      | Halottnak a csók                           | Pushing Daisies                              | Arnaud Bailey               | 1 epizód                                   |
| 2011      | A Köpeny                                   | The Cape                                     | Razer sofőrje               | 1 epizód                                   |
| 2011      | Sok sikert, Charlie!                       | Good Luck Charlie                            | Nick                        | 1 epizód                                   |
| 2011–2018 | Egyszer volt, hol nem volt                 | Once Upon a Time                             | Dreamy / Grumpy / Leroy     | 55 epizód                                  |
| 2013      | Kaliforgia                                 | Californication                              | Ken, Charlie főnöke         | 3 epizód                                   |
| 2013      |                                            | Once Upon a Time in Wonderland               | Leroy                       | 1 epizód                                   |
| 2019      | Amerikai istenek                           | American Gods                                | Alviss                      | 1 epizód                                   |